# Cryptocarya bhutanica
Cryptocarya bhutanica är en lagerväxtart som beskrevs av David Geoffrey Long. Cryptocarya bhutanica ingår i släktet Cryptocarya och familjen lagerväxter. Inga underarter finns listade i Catalogue of Life.